# Transformers (série de filmes)
Transformers é uma franquia cinematográfica de ficção científica baseada na linha de brinquedos homônima criada pela Hasbro. Desde sua estreia, em 2007, a série tem sido distribuída pela Paramount Pictures e DreamWorks.
Os primeiros cinco filmes da franquia foram dirigidos por Michael Bay, sendo estes: Transformers (2007), Transformers: Revenge of the Fallen (2009), Transformers: Dark of the Moon (2011), Transformers: Age of Extinction (2014) e Transformers: The Last Knight (2017). The Last Knight foi o último dirigido por Bay. Além de ser o último como integrante da franquia oficial.
A série tem recebido críticas mistas; especialmente com relação a enredo, humor ácido, abuso de marketing indireto e duração dos filmes. Por outro lado, os efeitos visuais, sequências de ação e música empregados ao longo de toda a franquia têm sido amplamente elogiados e observados positivamente pela crítica em geral. Atualmente, a série Transformers é a décima terceira franquia mais lucrativa da história, juntamente com Pirates of the Caribbean e Fast & Furious, sendo também a quarta franquia com maior rendimento por filme, atrás apenas de The Lord of the Rings e Harry Potter e Pirates of the Caribbean.

## Filmes

### Transformers(2007)
Transformers é o primeiro filme da franquia cinematográfica, lançado em 3 de julho de 2007. O filme arrecadou mais de 709 milhões de dólares mundialmente e recebeu críticas mistas, no geral. Foi dirigido por Michael Bay, com roteiro de Roberto Orci e Alex Kurtzman, e estrelando Shia LaBeouf e Megan Fox.

### Transformers: Revenge of the Fallen(2009)
Transformers: Revenge of the Fallen é o segundo filme da franquia cinematográfica, lançado em 24 de junho de 2009. O filme arrecadou 836 milhões de dólares mundialmente, e recebeu críticas negativas, no geral. Foi também dirigido por Michael Bay, com roteiro de Ehren Kruger, Roberto Orci e Alex Kurtzman. Shia LaBeouf e Megan Fox reprisaram seus papéis.

### Transformers: Dark of the Moon(2011)
Transformers: Dark of the Moon é o terceiro título da o em 29 de junho de 2011, sendo o primeiro em 3D e IMAX 3D. O filme arrecadou mais de 1,1 bilhão de dólares mundialmente e recebeu críticas mistas, no geral. Foi dirigido por Michael Bay, com roteiro de Ehren Kruger, e estrelado por Shia LaBeouf e Rosie Huntington-Whiteley.

### Transformers: Era da Extinção(2014)
Transformers: Age of Extinction é o quarto filme da franquia cinematográfica, lançado em 27 de junho de 2014. O filme arrecadou 1,1 bilhão de dólares mundialmente, teve críticas medianas, no geral. Foi dirigido por Michael Bay, com roteiro de Ehren Kruger, e estrelando Mark Wahlberg e Stanley Tucci.

### Transformers: O Último Cavaleiro(2017)
Transformers: The Last Knight é o quinto filme da franquia cinematográfica e o segundo filme da trilogia adjacente. As filmagens iniciaram-se em junho de 2016 e foi lançado em 23 de junho de 2017. Dirigido por Michael Bay, enquanto o roteiro ficou por conta de Art Marcum, Matt Holloway e Ken Nolan. Mark Wahlberg e Stanley Tucci reprisaram seus papéis. A crítica deu nota baixa ao filme.

### Bumblebee(2018)
Líder da franquia Transformers da Hasbro, Tom Warner anunciou em 12 de fevereiro de 2016, que o próximo filme da série seria lançado em 8 de junho de 2018. Mais tarde, foi revelado que ao invés de uma sequência principal, o filme seria um spin-off, estrelado por Bumblebee com Christina Hodson escrevendo o roteiro do filme. O filme foi lançado dia 25 de dezembro e recebeu boas críticas, no geral.

### Transformers: O Despertar das Feras(2023)
É a sétimo filme da série de filmes em live-action de Transformers. e serve tanto como uma sequência independente de Bumblebee como uma prequência de Transformers (2007). Dirigido por Steven Caple Jr., com roteiro de Joby Harold, Darnell Metayer, Josh Peters, Erich Hoeber e Jon Hoeber, e uma história de Harold, o filme é estrelado por Anthony Ramos, Dominique Fishback, Tobe Nwigwee e Luna Lauren Vélez.

### Transformers: O Início(2024)
É o oitavo filme da série Transformers, bem como o primeiro longa-metragem de animação baseado na franquia desde The Transformers: The Movie (1986). Dirigido por Josh Cooley a partir de um roteiro escrito por Andrew Barrer e Gabriel Ferrari, o filme é uma produção conjunta entre a Hasbro Entertainment, eOne e Paramount Animation.
| Filme                               | Data de lançamento     | Diretor(es)      | Roteirista(s)                                | História(s)                                           | Produtor(es)                                                                                    |
| ----------------------------------- | ---------------------- | ---------------- | -------------------------------------------- | ----------------------------------------------------- | ----------------------------------------------------------------------------------------------- |
| Transformers                        | 03 de julho de 2007    | Michael Bay      | Roberto Orci e Alex Kurtzman                 | John Rogers, Roberto Orci e Alex Kurtzman             | Ian Bryce, Don Murphy, Tom DeSantoe e Lorenzo di Bonaventura                                    |
| Transformers: Revenge of the Fallen | 24 de junho de 2009    | Michael Bay      | Ehren Kruger, Roberto Orci e Alex Kurtzman   | Ehren Kruger, Roberto Orci e Alex Kurtzman            | Ian Bryce, Don Murphy, Tom DeSantoe e Lorenzo di Bonaventura                                    |
| Transformers: Dark of the Moon      | 29 de junho de 2011    | Michael Bay      | Ehren Kruger                                 | Ehren Kruger                                          | Ian Bryce, Don Murphy, Tom DeSantoe e Lorenzo di Bonaventura                                    |
| Transformers: Era da Extinção       | 27 de junho de 2014    | Michael Bay      | Ehren Kruger                                 | Ehren Kruger                                          | Ian Bryce, Don Murphy, Tom DeSantoe e Lorenzo di Bonaventura                                    |
| Transformers: O Último Cavaleiro    | 21 de junho de 2017    | Michael Bay      | Ken Nolan, Art Marcum e Matt Holloway        | Ken Nolan, Art Marcum, Matt Holloway e Akiva Goldsman | Ian Bryce, Don Murphy, Tom DeSantoe e Lorenzo di Bonaventura                                    |
| Bumblebee                           | 21 de dezembro de 2018 | Travis Knight    | Christina Hodson                             | Christina Hodson                                      | Don Murphy, Tom DeSanto, Michael Bay, Mark Vahradian e Lorenzo di Bonaventura                   |
| Transformers: O Despertar das Feras | 09 de junho de 2023    | Steven Caple Jr. | Josh Peters e Darnell Metayer                | Joby Harold                                           | Don Murphy, Tom DeSanto, Michael Bay, Mark Vahradian, Duncan Henderson e Lorenzo di Bonaventura |
| Transformers: O Início              | 20 de setembro de 2024 | Josh Cooley      | Josh Cooley, Andrew Barrer e Gabriel Ferrari | Andrew Barrer e Gabriel Ferrari                       | Don Murphy, Tom DeSanto, Mark Vahradian, Michael Bay, Aaron Dem and Lorenzo di Bonaventura      |

## Produção e desenvolvimento

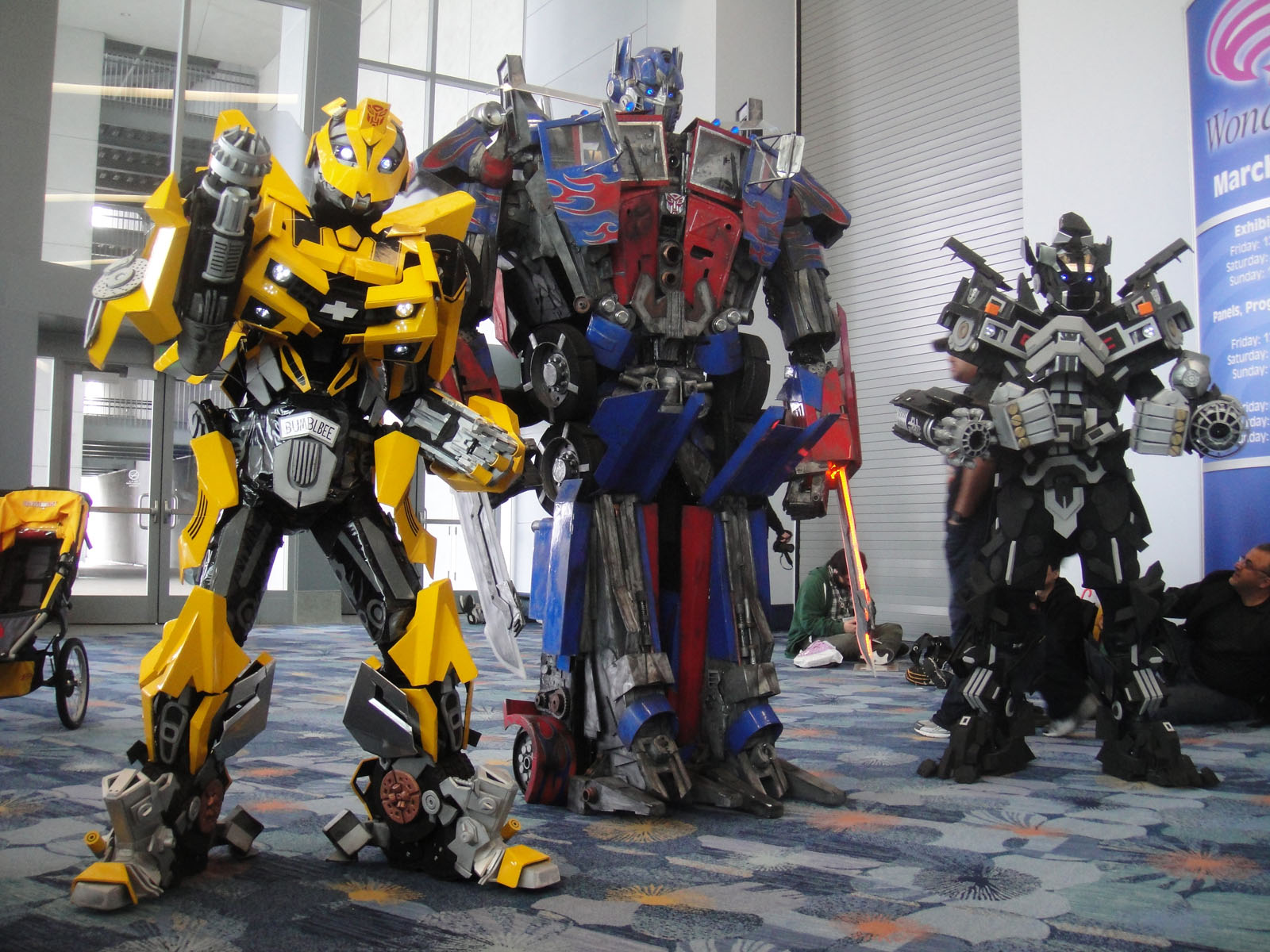
Modelos de Bumblebee, Optimus Prime e Ironhide — personagens de Transformers — em exibição em 2012

### Transformers
Para o primeiro filme, o produtor Don Murphy planejava uma adaptação de G.I. Joe, porém com os efeitos negativos da Invasão do Iraque em março de 2003, a Hasbro sugeriu uma adaptação da franquia de brinquedos Transformers. Tom DeSanto juntou-se a Murphy por ser um antigo fã da série. Ambos reuniram-se com Simon Furman para a concepção inicial da série de filmes, tendo a linha Transformers: Generation 1 como principal inspiração. Os produtores decidiram utilizar os fatos envolvendo a Matriz da Liderança como trama principal, apesar de Murphy decidir rebatizá-la para evitar confusão com a franquia Matrix. DeSanto decidiu escrever a franquia a partir do ponto de vista dos humanos, buscando atingir uma maior audiência, enquanto Murphy desejava um tom mais realista, oriundo dos filmes de desastre. O enredo inicial incluía os Autobots: Optimus Prime, Ironhide, Jazz, Prowl, Arcee, Ratchet, Wheeljack e Bumblebee; além dos Decepticons: Megatron, Starscream, Soundwave, Ravage, Laserbeak, Rumble, Skywarp e Shockwave.

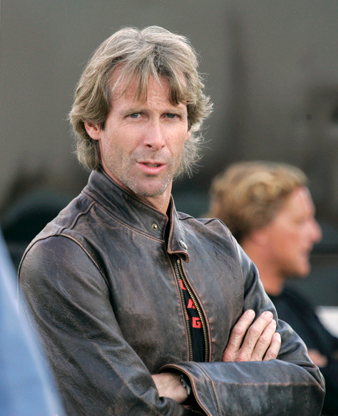
Michael Bay foi convidado a dirigir Transformers em 2005

O diretor Steven Spielberg, também fã da série de brinquedos e dos quadrinhos, assinou contrato como produtor executivo em 2004. John Rogers escreveu o primeiro esboço, narrando um embate entre os Autobots e os Decepticons. Em fevereiro de 2005, Roberto Orci e Alex Kurtzman, também fãs dos personagens, foram contratados para readaptar o roteiro. Spielberg sugeriu-lhes que a temática "o garoto e seu carro" deveria atrair mais o público. Na visão de Orci e Kurtzman o tema envolve também "maturidade e responsabilidade", por serem "ideias que um automóvel representa nos Estados Unidos". Os personagens Sam Witwicky e Mikaela Banes foram os primeiros concebidos pela dupla de roteiristas em seu esboço. Os Transformers não teriam diálogos já que os produtores concluíram ser muito infantilizado a versão falante dos robôs. Spielberg analisou cada um dos esboços de Kurtzman e Orci e deu dicas para aperfeiçoá-los. Os roteiristas continuaram envolvidos durante a produção, acrescentando diálogos para os robôs durante a mixagem de som (apesar de que nenhum deles foi mantido na versão final das cenas, encurtando o filme em quinze minutos na versão oficial).
Em 30 de julho de 2005, Michael Bay foi convidado a dirigir o filme, porém considerou-o como "filme estúpido sobre brinquedos". Apesar disto, ainda desejava trabalhar com Spielberg e ganhou respeito pela mitologia criada pela Hasbro. Bay considerou o primeiro esboço "muito infantil", resolvendo ampliar o cenário militar no enredo. Os roteiristas se basearam em G.I. Joe para conceber os personagens militares, tendo cautela para não mesclar elementos dos dois universos. Por temerem que o filme ecoasse uma propaganda militar, Orci e Kurtzman resolverem incluir nações militaristas como o Irã na trama por detrás dos ataques dos Megatrons.
Orci e Kurtzman testaram o roteiro com vários robôs da franquia, acabando por selecionar os personagens mais populares para compor o elenco definitivo. Bay percebeu que a maioria dos Decepticons haviam sido escolhidos antes que seus nomes ou papéis fossem desenvolvidos, já que a Hasbro desejava iniciar a produção de uma linha baseada na franquia. Alguns dos nomes foram modificados por escolha do próprio diretor. Optimus, Megatron, Bumblebee e Starscream foram os únicos personagens mantidos desde a primeira finalização do roteiro. Arcee foi uma fêmea criada por Orci e Kurtzman, mas acabou sendo cancelada pela dificuldade que os produtores encontraram em explicar a questão do gênero dentro do enredo do filme. Além disto, Bay também não havia gostado da personagem. Uma breve ideia dos Decepticons atacarem diferentes partes do mundo simultaneamente também foi descartada, sendo reaproveitada para os outros filmes.

### Revenge of the Fallen

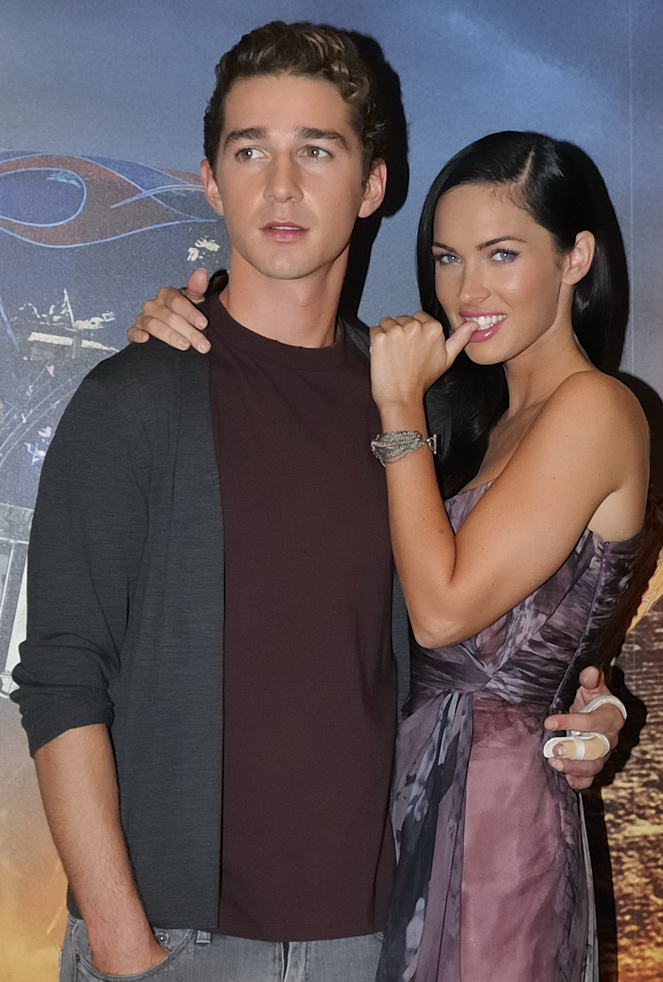
Shia LaBeouf e Megan Fox em evento promocional de Revenge of the Fallen, em junho de 2009

A Paramount anunciou o lançamento do segundo filme em junho de 2009. O maior desafio para os produtores foi superar o impacto da greve dos roteiristas de 2007–2008, assim como a possibilidade de uma greve geral no Sindicato dos Diretores também. Bay iniciou criando as animações para as sequências de ação com personagens retirados do primeiro filme. Assim, os animadores poderiam completar as sequência antes da provável greve dos cineastas em julho de 2008, que acabou não ocorrendo. O diretor considerou criar um pequeno projeto entre Transformers e sua sequência, porém desistiu da ideia. O filme recebeu orçamento de 200 milhões de dólares, equivalente a 50 milhões a mais do que o antecessor, aproveitando ainda cenas que haviam sido cortadas na produção de 2007. Lorenzo di Bonaventura afirmou que o estúdio havia proposto a filmagem de duas sequências simultaneamente, porém nem ele, nem o diretor concordaram.
Roberto Orci e Alex Kurtzman abriram mão da produção por conta do calendário acelerado. A companhia passou a sondar outros roteiristas em maio de 2009, acabando por voltar atrás na decisão. A companhia também contratou Ehren Kruger por seu amplo conhecimento do universo Transformers e sua longa amizade com os roteiristas, formando um trio. O trio recebeu 8 milhões de dólares pelo trabalho no filme. A roteirização foi interrompida pela greve do Sindicato dos Roteiristas da América, mas para evitar atrasos na produção, a equipe passou duas semanas escrevendo um esboço, que foi entregue justamente na véspera da greve. O roteiro foi concluído em quatro meses de intenso trabalho.
Orci descreveu a temática do filme como a questão do "distante de casa", tendo os Autobots contemplando viver na Terra por não poderem restaurar Cybertron, enquanto Sam ingressa na universidade. O roteirista desejava que um foco "muito mais equilibrado" entre robôs e humanos, "maiores riscos" e maior foco em elementos de ficção científica. Bonaventura afirmou que havia cerca de quarenta personagens robôs no filme, enquanto o jornalista Scott Farrar contestou a posição, afirmando haver somente 16 deles. Orci, por sua vez, acrescentou que desejava reduzir o tom cômico do filme através de uma trama mais tensa e mais voltada à mitologia da franquia. Bay concordou em conceder um tom mais obscuro e sério ao filme.

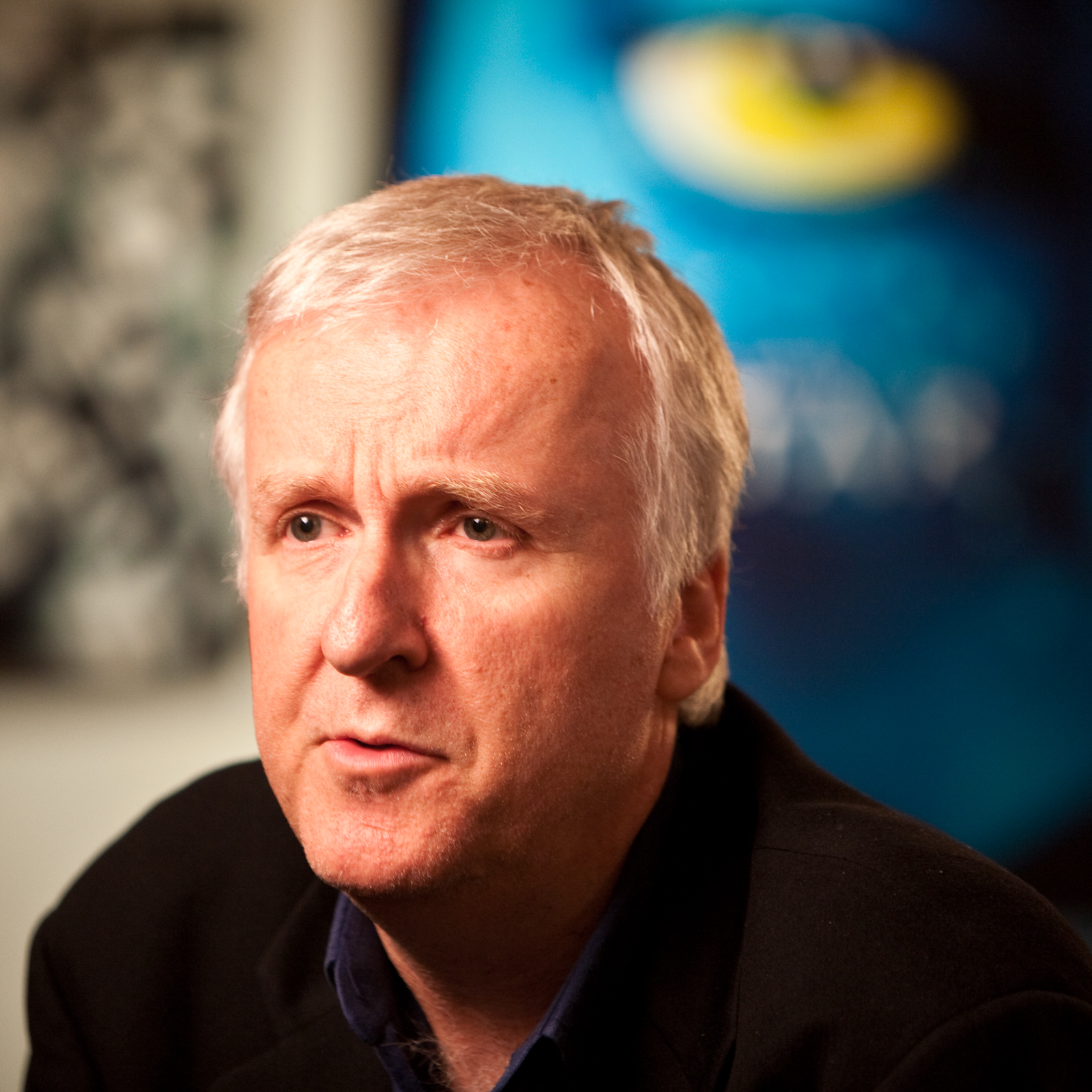
A aclamação crítica de Avatar, de James Cameron, foi um dos fatores que influenciaram o uso da tecnologia 3D em Dark of the Moon.

### Dark of the Moon: o terceiro filme
O terceiro filme da franquia foi anunciado pela Paramount Pictures em tecnologia IMAX 3D em 16 de março de 2009, antes da estreia oficial de Revenge of the Fallen, seu antecessor, gerando o pequeno protesto do diretor Michael Bay:
| “ | Eu disse que iria me afastar de Transformers por um ano. A Paramount errou em agendar Transformers 3 - eles me perguntaram por telefone — eu disse que tudo bem que fosse em 1 de julho — mas de 2012! Não de 2011! Isto quer dizer que preciso começar a me preparar em setembro. De jeito nenhum. Meu cérebro precisa descansar dessas lutas de robôs. | ” |

Os roteiristas Roberto Orci e Alex Kurtzman, que haviam trabalhado nos filmes anteriores, deixaram a equipe afirmando que a "franquia é tão maravilhosa que merece ser renovada de tempos em tempos". Ehren Kruger, que até então era co-roteirista, assumiu todo o roteiro do terceiro filme, que foi intitulado Dark of the Moon. Kruger reuniu-se por diversas vezes com representantes da Industrial Light & Magic, a empresa que fornece os efeitos visuais para a série e que sugeriu-lhe a inclusão de novas cenas, como a rodada em Chernobyl.
Em 1 de outubro de 2009, Bay revelou que Dark of the Moon já havia entrado em fase de pré-produção, e que havia sido mantida a data prevista para o lançamento (em 1 de julho de 2011), ao invés de sua sugestão para que fosse em 2012. Devido ao grande interesse pela exploração da tecnologia 3D e ao sucesso de Avatar, a Paramount resolveu testar filmar o terceiro filme com a tecnologia que voltava a nortear os rumos em Hollywood. Contudo, o próprio diretor não se mostrou interessado na proposta alegando que não se encaixaria em seu "estilo agressivo" de filmagem, mas acabou convencido após reuniões com James Cameron e sua equipe. Bay manteve-se relutante em filmar Transformers 3 em 3D após o resultado das primeiras cenas, mas também não desejava implantar a tecnologia na pós-produção. Além de usar câmeras tridimensionais projetadas pela equipe de Cameron, Bay e sua equipe passam mais de nove meses desenvolvendo uma câmera 3D móvel que pudesse ser adaptada às diferentes locações.

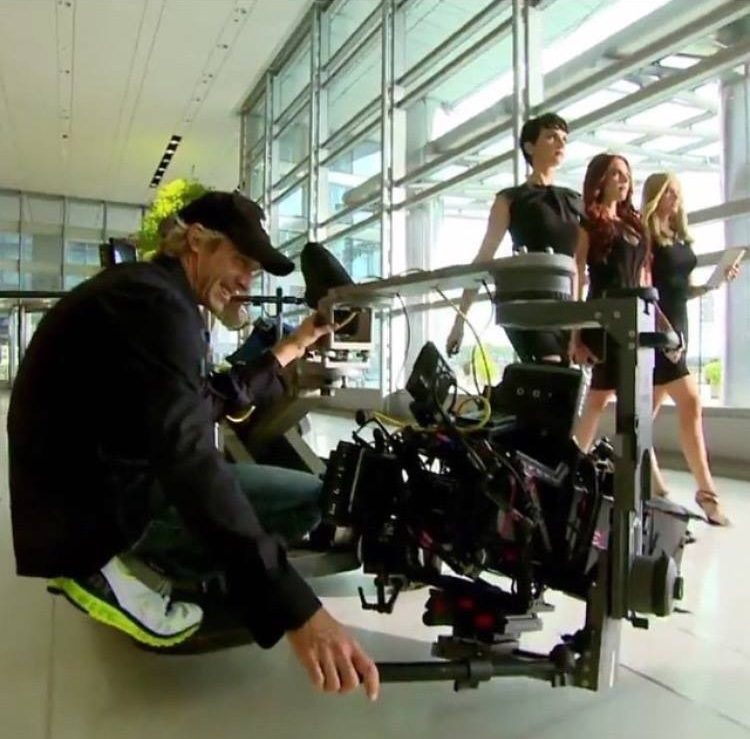
Michael Bay rodando cena de Tranformers: Age of Extinction, março de 2014

### Age of Extinction: uma nova saga
O produtor di Bonaventura foi quem anunciou que um quarto filme estava em produção para 2014, tendo Michael Bay na direção e produção. No mesmo dia do anúncio, a Paramount Pictures e o diretor anunciaram que a estreia mundial seria em 27 de junho do dito ano. Ehren Kruger seria o roteirista em colaboração com Steve Jalonsky, repetindo seus cargos na produção anterior. A trama se passa três anos após os eventos de Dark of the Moon, de forma que Shia LaBeouf não retomou seu papel na série, sendo substituído pelo personagem de Mark Wahlberg. Em novembro de 2012, teve início a seleção do elenco do filme. As atrizes Isabelle Cornish, Nicola Peltz, Gabriella Wilde e Margaret Qualley foram consideradas para interpretar a filha do personagem de Wahlberg, até então sem nome definido, enquanto Luke Grimes, Landon Liboiron, Brenton Thwaites, Jack Reynor e Hunter Parrish foram cotados para viver seu par romântico. Também foi divulgado que todos os três protagonistas haviam sido contratados como elenco conjunto. Eventualmente, Reynor foi selecionado para o papel ao mesmo tempo em que o quarto filme foi anunciado como uma nova sequência de filmes dentro da franquia, sendo uma sequência mais obscura e com temática variada. Peter Cullen, que deu voz à Optimus Prime nos filmes anteriores, foi confirmado para atuar novamente na série. Por sua vez, Glenn Morshower, anteriormente anunciado como ator no filme, não foi confirmado. As filmagens foram agendadas para ter início entre abril e novembro de 2013 em Londres, com orçamento de 165 milhões dólares, logo após a finalização de Pain & Gain.
Em 8 de janeiro de 2013, Reynor foi oficialmente anunciado como protagonista ao lado de Wahlberg. Um dos administradores do blog oficial de Michael Bay confirmou que as filmagens teriam início em Chicago, e não em Londres. Em março do mesmo ano, foi divulgado o roteiro inicial do longa-metragem: "Enquanto a humanidade se reergue, Autobots e Decepticons são banidos da face do planeta. Contudo, um grupo de poderosos e engenhosos cientistas e empresários tentam aprender com as passadas incursões dos Transformers enquanto uma antiga e poderosa ameaça alienígena se aproxima da Terra. A batalha épica entre bem e mal, liberdade e escravidão, continua."
Em 26 de março de 2013, Nicola Peltz foi confirmada para o papel principal. Além disso, Bay confirmou que o filme seria produzido em 3D, como o anterior. O diretor também revelou que o ator Stanley Tucci faria parte do elenco e que o filme seria o primeiro longa-metragem produzido através de câmeras digitais IMAX 3D. Em maio do mesmo ano, Kelsey Grammer, Sophia Myles, Li Bingbing e T. J. Miller uniram-se ao elenco.

### Futuro da saga
Durante o lançamento de  Godzilla: King of the Monsters 23 de maio de 2019 o diretor anunciou um crossover entre essas duas franquias no MonsterVerse já esta confirmado
Em março de 2015, Akiva Goldsman foi encarregado de criar o "Universo Cinematográfico Transformers", visando supervisionar o desenvolvimento de uma sequência multilinear com prequelas e spin-offs. Em maio do mesmo ano, o site Deadline divulgou que uma grande equipe de roteiristas estaria trabalhando na produção de spin-offs, provisoriamente intitulados Beast Wars e Transformers One. Acredita-se que, pelo menos, 12 filmes serão rodados no Universo Transformers.

## Elenco
| Personagem      | Filme           | Filme                 | Filme                     | Filme             | Filme           |
| Personagem      | Transformers    | Revenge of the Fallen | Dark of the Moon          | Age of Extinction | The Last Knight |
| --------------- | --------------- | --------------------- | ------------------------- | ----------------- | --------------- |
| Optimus Prime   | Peter Cullen    | Peter Cullen          | Peter Cullen              | Peter Cullen      | Peter Cullen    |
| Bumblebee       | Mark Ryan       | Mark Ryan             | Mark Ryan                 | Mark Ryan         | Mark Ryan       |
| Ratchet         | Robert Foxworth | Robert Foxworth       | Robert Foxworth           | Robert Foxworth   |                 |
| Ironhide        | Jess Harnell    | Jess Harnell          | Jess Harnell              |                   |                 |
| Jazz            | Darius McCrary  |                       |                           |                   |                 |
| Sam Witwicky    | Shia LaBeouf    | Shia LaBeouf          | Shia LaBeouf              |                   |                 |
| William Lennox  | Josh Duhamel    | Josh Duhamel          | Josh Duhamel              |                   | Josh Duhamel    |
| Robert Epps     | Tyrese Gibson   | Tyrese Gibson         | Tyrese Gibson             |                   |                 |
| Seymour Simmons | John Turturro   | John Turturro         | John Turturro             |                   | John Turturro   |
| Mikaela Banes   | Megan Fox       | Megan Fox             |                           |                   |                 |
| Ron Witwicky    | Kevin Dunn      | Kevin Dunn            | Kevin Dunn                |                   |                 |
| Judy Witwicky   | Julie White     | Julie White           | Julie White               |                   |                 |
| Carly Spencer   |                 |                       | Rosie Huntington-Whiteley |                   |                 |
| Cade Yeager     |                 |                       |                           | Mark Wahlberg     | Mark Wahlberg   |
| Joshua Joyce    |                 |                       |                           | Stanley Tucci     | Stanley Tucci   |

## Equipe técnica
| Cargo      | Filme                                                   | Filme                                                   | Filme                                                   | Filme                                                   | Filme                                                   |
| Cargo      | Transformers                                            | Revenge of the Fallen                                   | Dark of the Moon                                        | Age of Extinction                                       | The Last Knight                                         |
| ---------- | ------------------------------------------------------- | ------------------------------------------------------- | ------------------------------------------------------- | ------------------------------------------------------- | ------------------------------------------------------- |
| Diretor    | Michael Bay                                             | Michael Bay                                             | Michael Bay                                             | Michael Bay                                             | Michael Bay                                             |
| Roteirista | Roberto Orci Alex Kurtzman                              | Ehren Kruger Roberto Orci Alex Kurtzman                 | Ehren Kruger                                            | Ehren Kruger                                            | Matt Holloway Art Marcum Ken Nolan                      |
| Produtor   | Don Murphy Tom DeSanto Lorenzo di Bonaventura Ian Bryce | Don Murphy Tom DeSanto Lorenzo di Bonaventura Ian Bryce | Don Murphy Tom DeSanto Lorenzo di Bonaventura Ian Bryce | Don Murphy Tom DeSanto Lorenzo di Bonaventura Ian Bryce | Don Murphy Tom DeSanto Lorenzo di Bonaventura Ian Bryce |
| Músico     | Steve Jablonsky                                         | Steve Jablonsky Linkin Park                             | Steve Jablonsky Linkin Park                             | Steve Jablonsky Imagine Dragons                         | Steve Jablonsky                                         |
| Editor     | Tom Muldoon Paul Rubell Glen Scantlebury                | Roger Barton Tom Muldoon Joel Negron Paul Rubell        | Roger Barton William Goldenberg Joel Negron             | William Goldenberg Roger Barton Paul Rubell             | Mark Sanger                                             |

## Recepção

### Bilheteria
| Filme | Data de lançamento  | Receita da bilheteria   | Receita da bilheteria | Receita da bilheteria | Ranking                 | Ranking | Orçamento    |
| Filme | Data de lançamento  | Estados Unidos e Canadá | Outros territórios    | Mundial               | Estados Unidos e Canadá | Mundial | Orçamento    |
| --- | ------------------- | ----------------------- | --------------------- | --------------------- | ----------------------- | ------- | ------------ |
| Transformers | 3 de julho de 2007  | $319.2 milhões          | $390.5 milhões        | $709.7 milhões        | 36 114(A)               | 69      | $150 milhões |
| Revenge of the Fallen | 24 de junho de 2009 | $402.1 milhões          | $434.2 milhões        | $836.3 milhões        | 18 81(A)                | 44      | $200 milhões |
| Dark of the Moon | 29 de junho de 2011 | $352.4 milhões          | $771.4 milhões        | $1,124 bilhões        | 27 129(A)               | 10      | $195 milhões |
| Age of Extinction | 27 de junho de 2014 | $245.4 milhões          | $858.6 milhões        | $1,104 bilhões        | 91                      | 14      | $210 milhões |
| The Last Knight | 21 de junho de 2017 | $129.8 milhões          | $441.6 milhões        | $605,4 milhões        | 430                     | 141     | $217 milhões |
| Lista de indicatore(s) - (A) indica os totais ajustados com base nos preços dos bilhetes atuais (calculados pelo Box Office Mojo). |                     |                         |                       |                       |                         |         |              |

### Crítica
| Filme                               | Rotten Tomatoes       | Metacritic           |
| ----------------------------------- | --------------------- | -------------------- |
| Transformers                        | 57% (225 comentários) | 61 (35 comentários)  |
| Transformers: Revenge of the Fallen | 19% (248 comentários) | 35 (32 comentários)  |
| Transformers: Dark of the Moon      | 35% (254 comentários) | 42 (37 comentários)  |
| Transformers: Age of Extinction     | 18% (199 comentários) | 32 (38 comentários)  |
| Transformers: The Last Knight       | 15% (225 comentários) | 27 (47 comentários)  |
| Bumblebee                           | 98% (42 comentários)  | 71% (14 comentários) |
| Média                               | 40%                   | 35                   |

### Bilheteria
| Filme                                   | Receita           |
| --------------------------------------- | ----------------- |
| Transformers                            | US$ 709.709.780   |
| Transformers: A Vingança dos Derrotados | US$ 836.303.693   |
| Transformers: O Lado Oculto da Lua      | US$ 1.123.794.079 |
| Transformers: A Era da Extinção         | US$ 1.104.054.072 |
| Transformers: O Último Cavaleiro        | US$ 605.425.157   |
| Bumblebee                               | US$ 467.989.645   |

## Prêmios e Indicações
| Ano  | Resultado | Premiação         | Categoria   |
| ---- | --------- | ----------------- | ----------- |
| 2018 | Vencedor  | Top Socão na Cara | Melhor Soco |